# Tuktoyaktuk
Tuktoyaktuk, albo Tuktuyaaqtuuq (inuwialuktun: „to wygląda jak karibu”) – miejscowość (hamlet) w Kanadzie, w Terytoriach Północno-Zachodnich, w regionie Inuvik. Położona na północ od koła podbiegunowego, nad brzegiem Oceanu Arktycznego. Dawniej znana jako Port Brabant, nazwa została zmieniona w 1950 roku i była to pierwsza miejscowość w Kanadzie, która otrzymała tradycyjną inuicką nazwę. Miejscowość liczy 870 mieszkańców (2006).